# 伊東貞三
伊東 貞三（いとう ていぞう、1929年 - ）は、日本の医師。内科医。昭和天皇の侍医を務めた。小田原新幹線クリニック院長、小田原循環器病院医療顧問を経て、三宿病院循環器内科勤務。幕末・維新期の蘭方医・伊東玄朴の子孫にあたる。医学博士。

## 概要
東京都出身。1947年、法政二中卒業。1955年、東京大学医学部卒業。1961年、同大学医学部生物系研究科修業、医学博士。1976年、UCLA留学。1983年〜1989年、昭和天皇・香淳皇后侍医。1989年〜2000年、香淳皇后侍医。2000年〜2010年、小田原新幹線クリニック院長。2010年～ 介護老人保健施設オアシス顧問

## エピソード
1987年、昭和天皇は86歳の誕生日後、容態が急変。細くなっていたお身体に「メスを入れるなどとんでもない」という空気のなか「早くオペを」と発言。バイパス手術が施される。なお、がんを患っていた昭和天皇に病名が伝えられることは最後までなかった。
戦時中は工場動員され、日本気化器の工場で飛行機のキャブレターの検査を担当した。

## 著書
- 心電図のみかた (1979/231)　医学出版社
- 高血圧の成因 (1985/2/1) 　医学出版社
- 回想の昭和（2007/2/1）　医学出版社
- 天然痘に立ち向かった人類の闘い―江戸における伊東玄朴の功績 (2013/5/29)　医学出版社
- 昭和天皇晩年の想い出（2015/7/1）　医学出版社
- 昭和天皇とその時代（2017/11/17）　医学出版社